# ニコラ・シカール

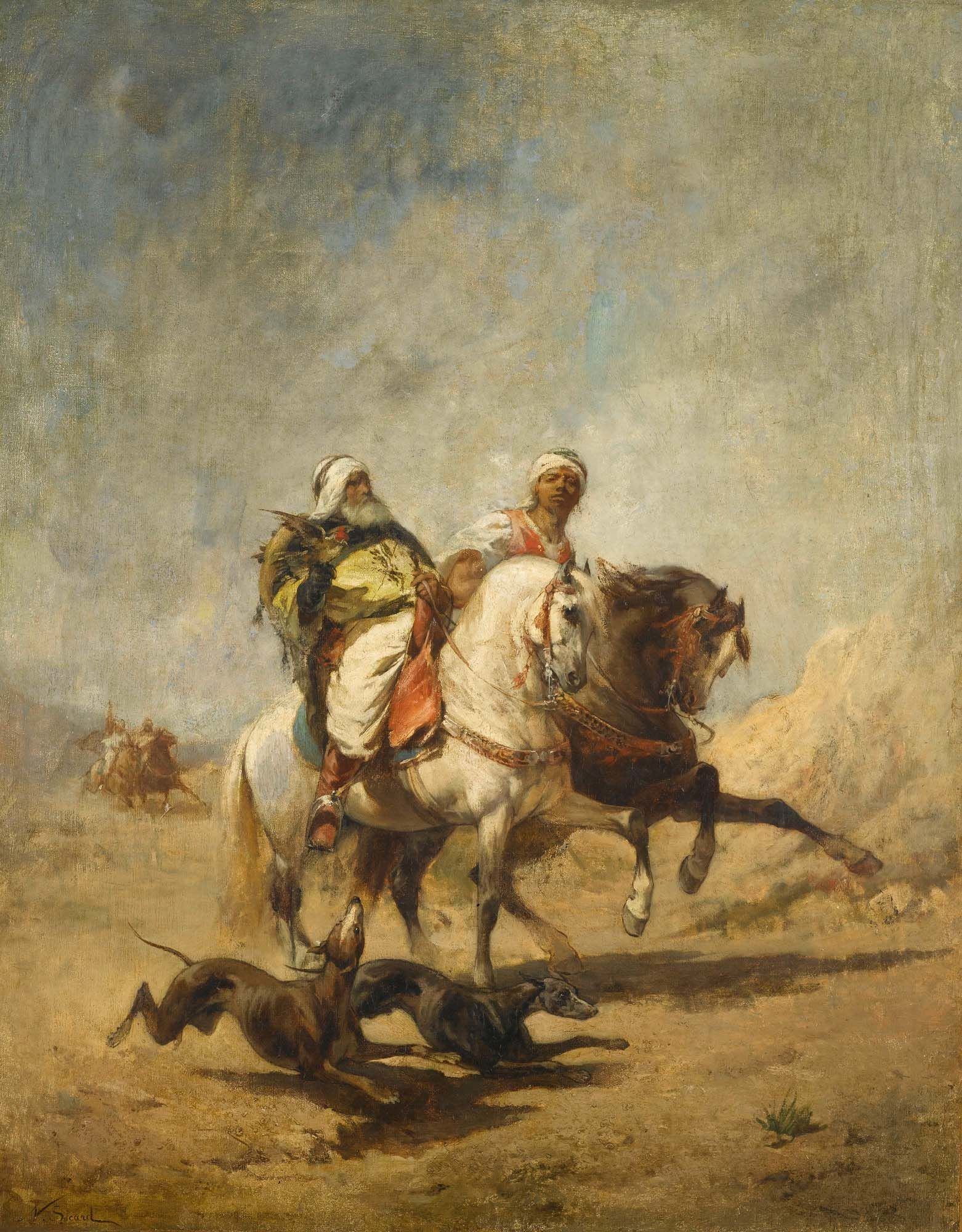
狩りをする2人のベドウィン

ニコラ・シカール（Nicolas Sicard、 1846年1月9日 - 1920年1月1日 ）はフランスの画家である。風俗画や戦争画、「オリエンタリズム」の絵画を描いた。リヨン国立高等美術学校の教授、校長も務めた。

## 略歴
リヨンで生まれた。父親は薬剤師であり、アマチュア画家であった。父親から美術を学び、12歳でリヨン国立高等美術学校に入学し、ヴィベール(Victor Vibert)やダンギン(Jean-Baptiste Danguin)から版画を学んだ。1861年にリヨンの美術愛好者協会の展覧会で絵画、版画で1等を受賞した。
1865年から1868年の間はリヨンの装飾画家、アントワーヌ・スブレの工房で働き、1869年に23歳でサロン・ド・パリにデビューした。普仏戦争が始まり、絵の修行を中断し、兵士に召集されパリ防衛の任務に就いた。この時の軍務の経験から、戦争を題材にした絵も描くことになった。
1872年からリヨンとパリの両方の展覧会に出展し、人気のある画家になり、批評家の評価も高まった。スペインも旅した。1881年に父親が亡くなり、リヨンに戻り、その後はリヨンで活動した。1882年に結婚した。リヨンの美術団体や画家協会に入会し1888年にリヨン美術館の諮問委員となり、リヨン国立高等美術学校の教授になった。1894年に校長に任じられた。
目が悪くなって1918年に校長を辞めるまで美術学校は4人の学生がローマ賞を受賞するなどの成果を上げた。1900年にレジオンドヌール勲章（シュヴァリエ）を受勲した 。

## 作品

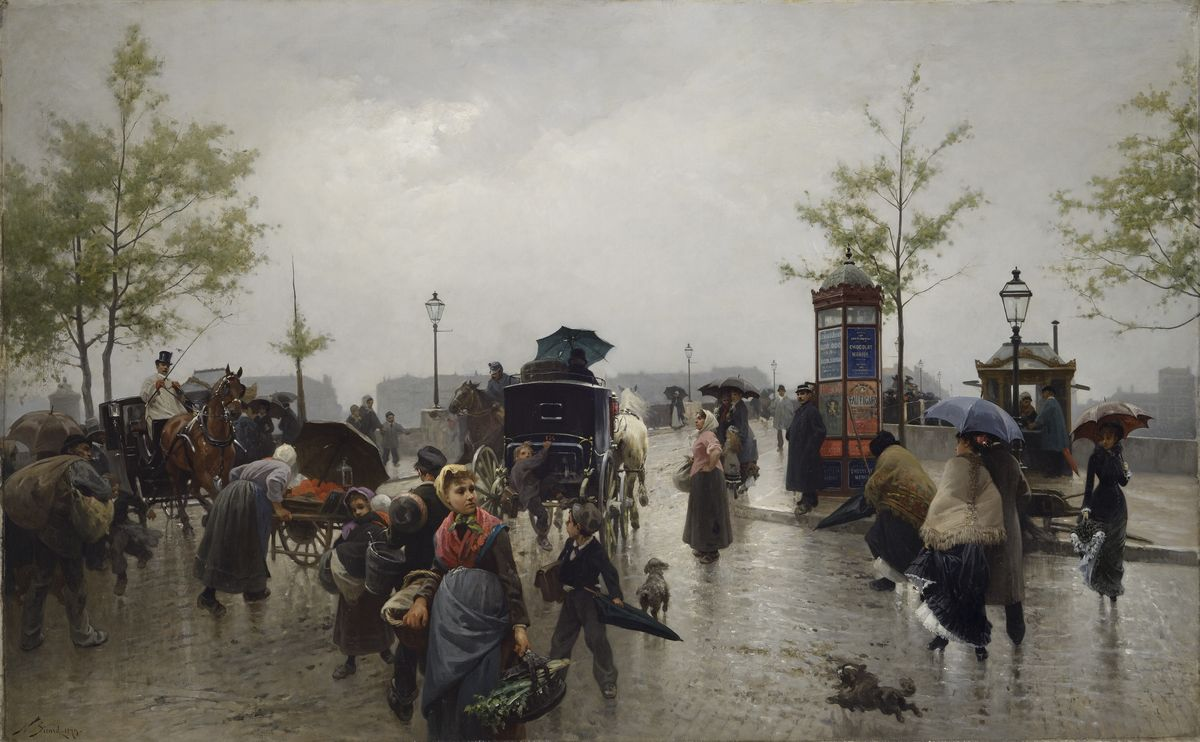
リヨンのギヨティエール橋(1879)
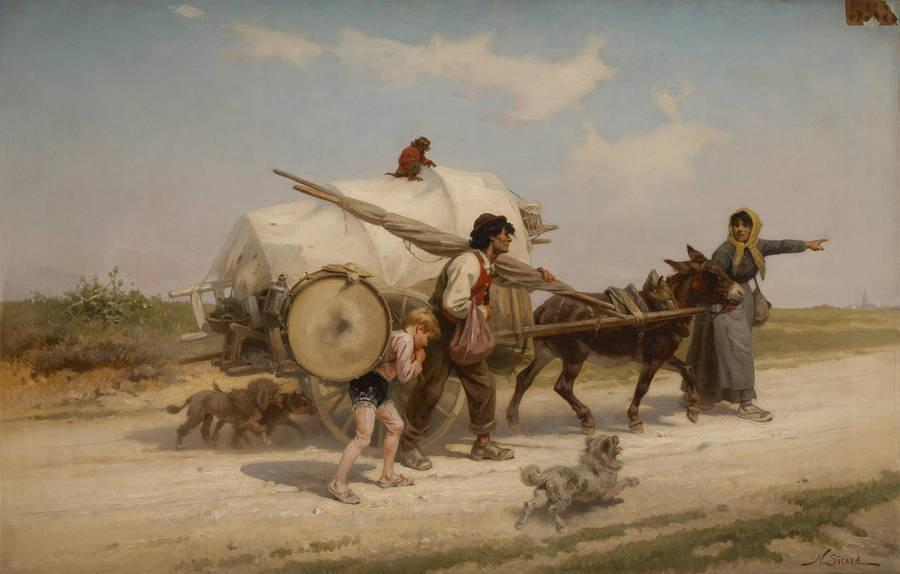
曲技団の旅(1875)
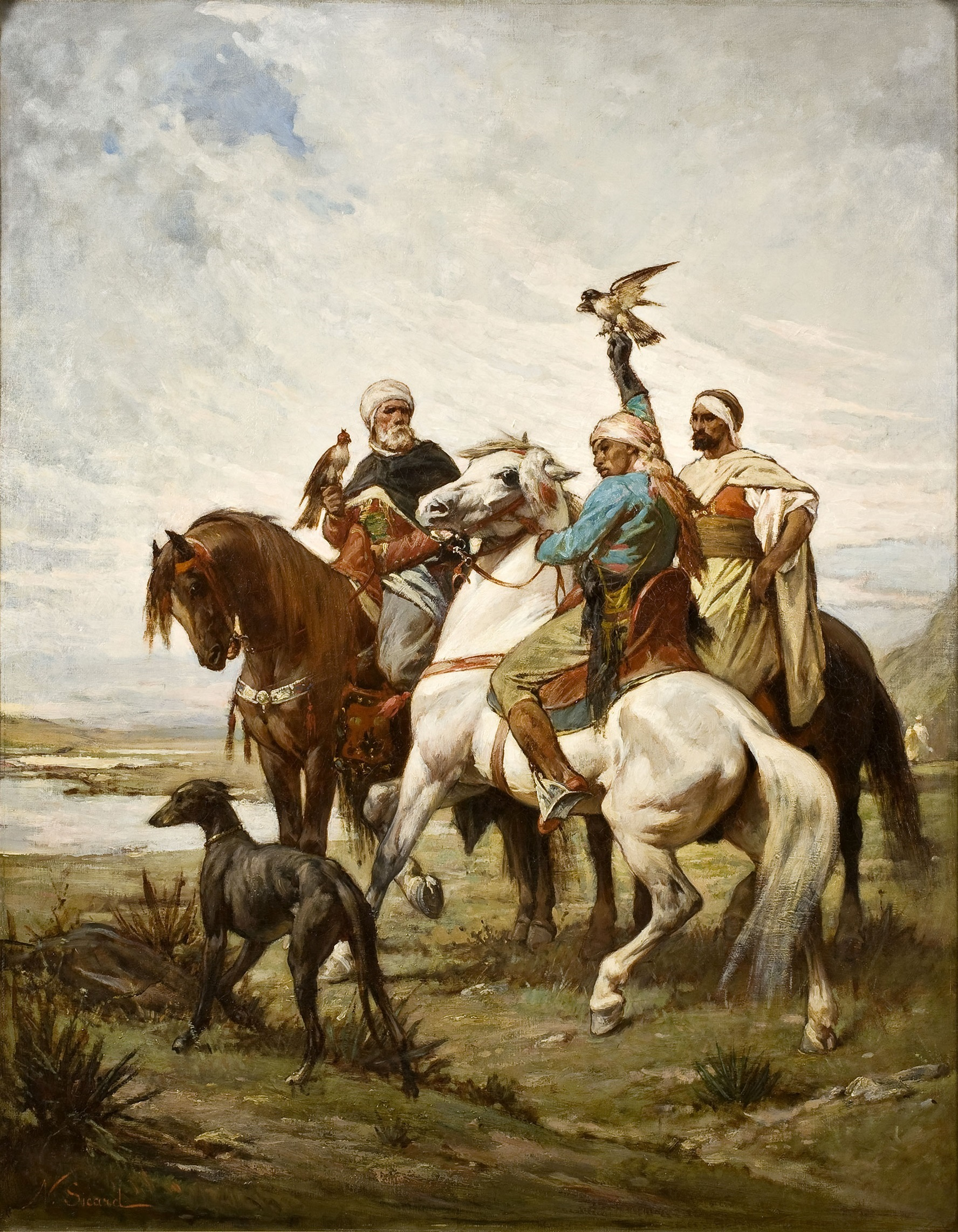
鷹狩リ